# Le Mesnil-Mauger
Le Mesnil-Mauger ist eine ehemalige französische Gemeinde mit zuletzt 1.081 Einwohnern (Stand 1. Januar 2014), die im Département Calvados und in der Region Normandie liegt. Sie gehört zum Arrondissement Lisieux und zum Kanton Mézidon-Canon.

## Lage
Le Mesnil-Mauger befindet sich etwa 25 Kilometer ostsüdöstlich von Caen am Fluss Vie, in den hier sein Zufluss Viette einmündet.

## Geschichte
Die Gemeinde Le Mesnil-Mauger nahm 1972 die bis dahin selbständigen Gemeinden Écajeul, Saint-Crespin und Sainte-Marie-aux-Anglais in das Gemeindegebiet auf.
Sie wurde am 1. Januar 2017 mit 12 weiteren Gemeinden, namentlich Les Authieux-Papion, Crèvecœur-en-Auge, Croissanville, Grandchamp-le-Château, Lécaude, Magny-la-Campagne, Magny-le-Freule, Mézidon-Canon, Coupesarte, Monteille, Percy-en-Auge, Saint-Julien-le-Faucon und Vieux-Fumé zur neuen Gemeinde Mézidon Vallée d’Auge zusammengeschlossen.

## Bevölkerungsentwicklung
| Jahr                      | 1962 | 1968 | 1975 | 1982 | 1990 | 1999  | 2006  | 2014  |
| Einwohner                 | 527  | 509  | 905  | 853  | 926  | 1.005 | 1.019 | 1.081 |
| Quelle: Cassini und INSEE |      |      |      |      |      |       |       |       |

## Sehenswürdigkeiten
- Kirche Sainte-Marie in Sainte-Marie-aux-Anglais aus dem 12. Jahrhundert
- Kirche Saint-Étienne
- Kirche Saint-Pierre in Écajeul aus dem 11. Jahrhundert
- Kirche Saint-Maclou
- Kirche Le Doux-Marais aus dem 17. Jahrhundert
- Herrenhaus Le Coin
- Herrenhaus Sainte-Marie-aux-Anglais
- Herrenhaus Écajeul

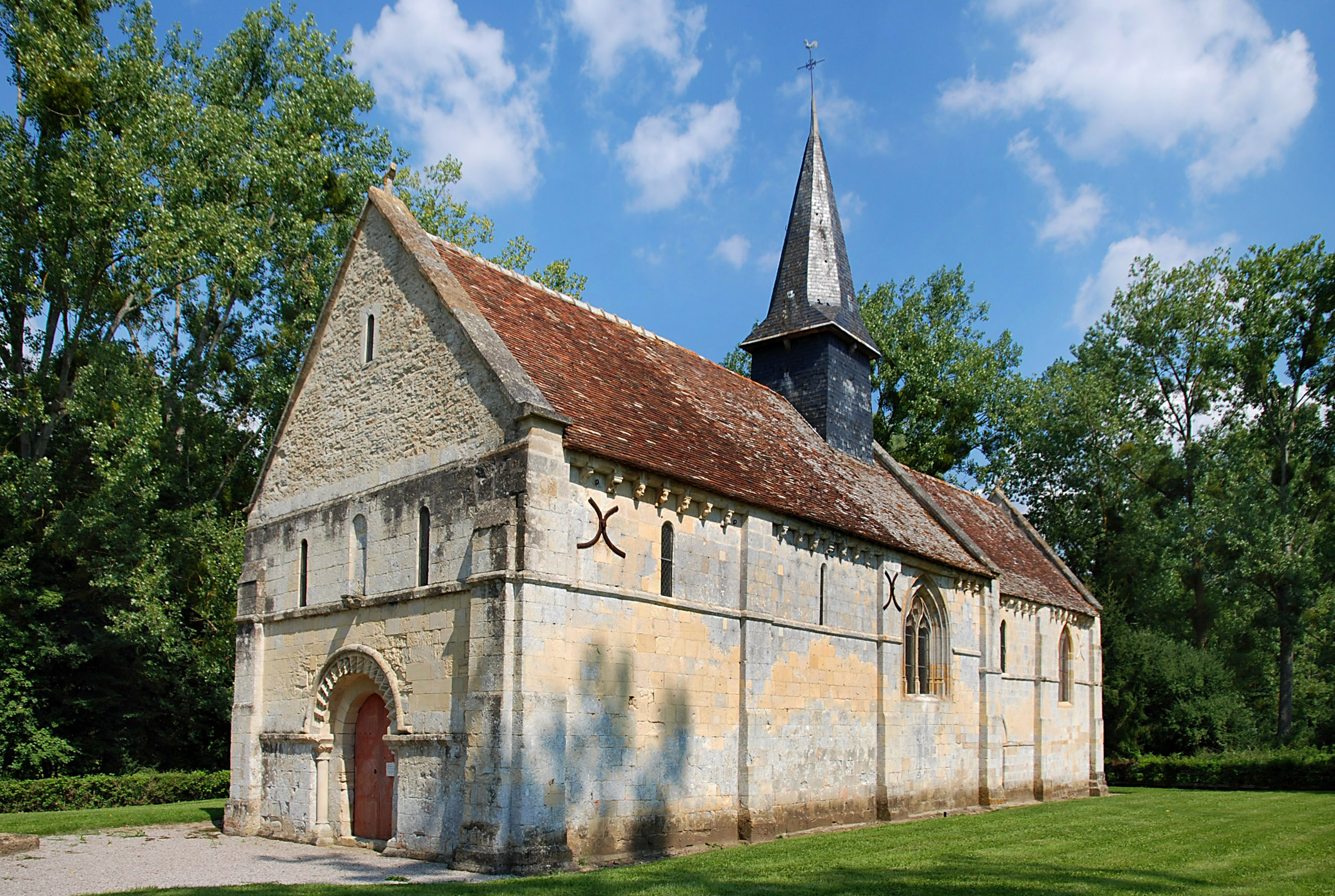
Kirche Sainte-Marie
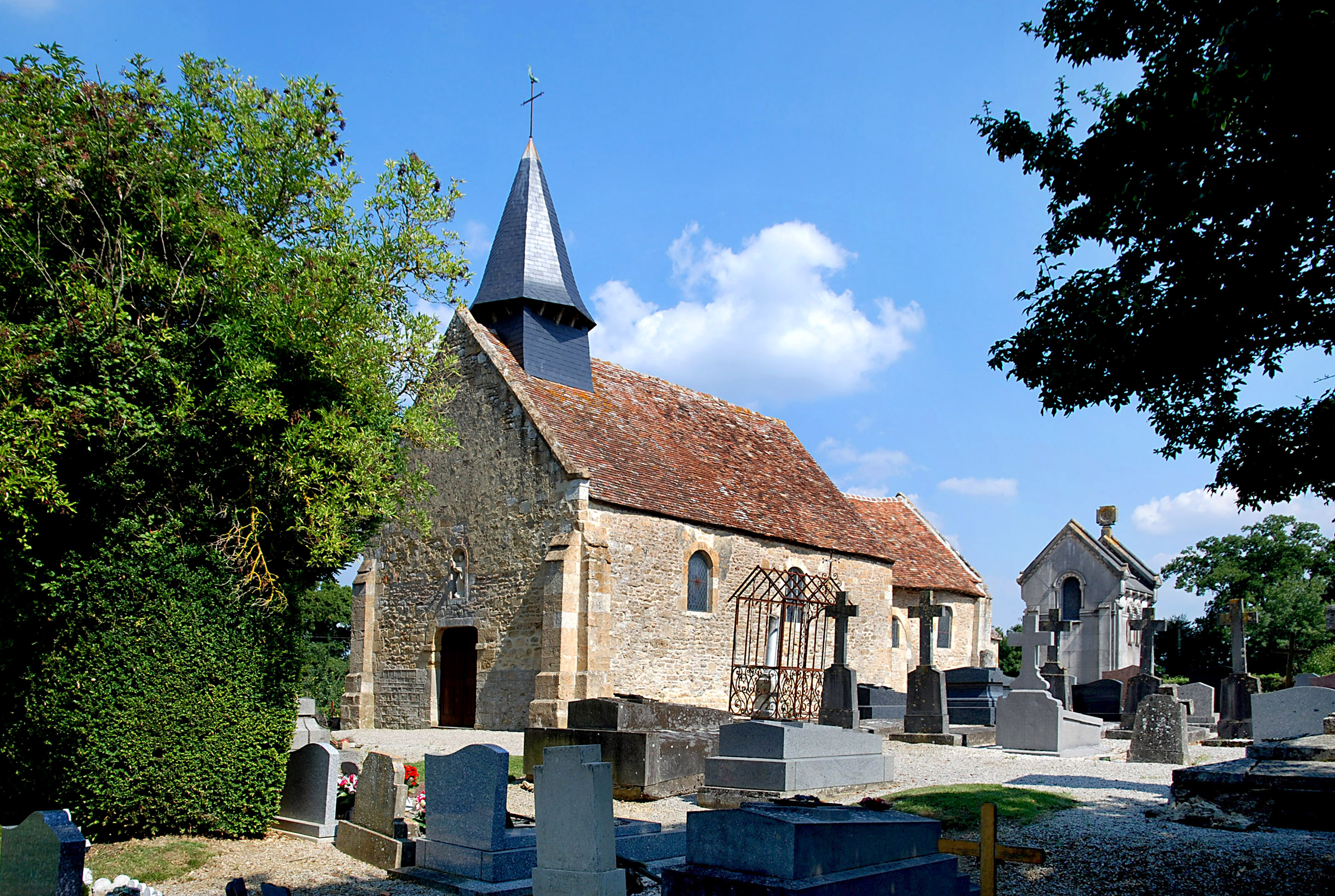
Kirche Saint-Maclou
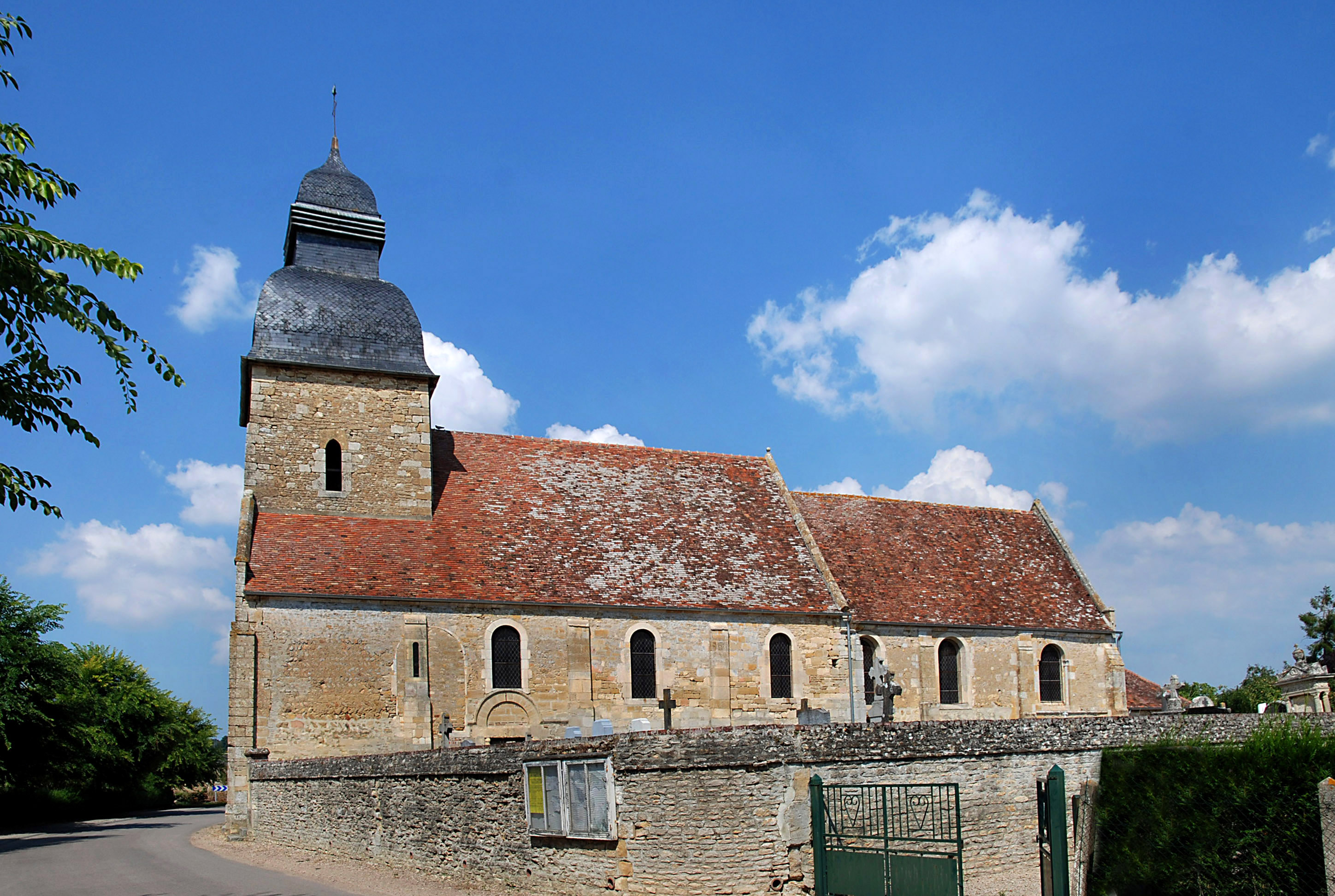
Kirche Saint-Pierre

## Persönlichkeiten
- Henri Amouroux (1920–2007), Journalist und Schriftsteller